# Jan van de Venne

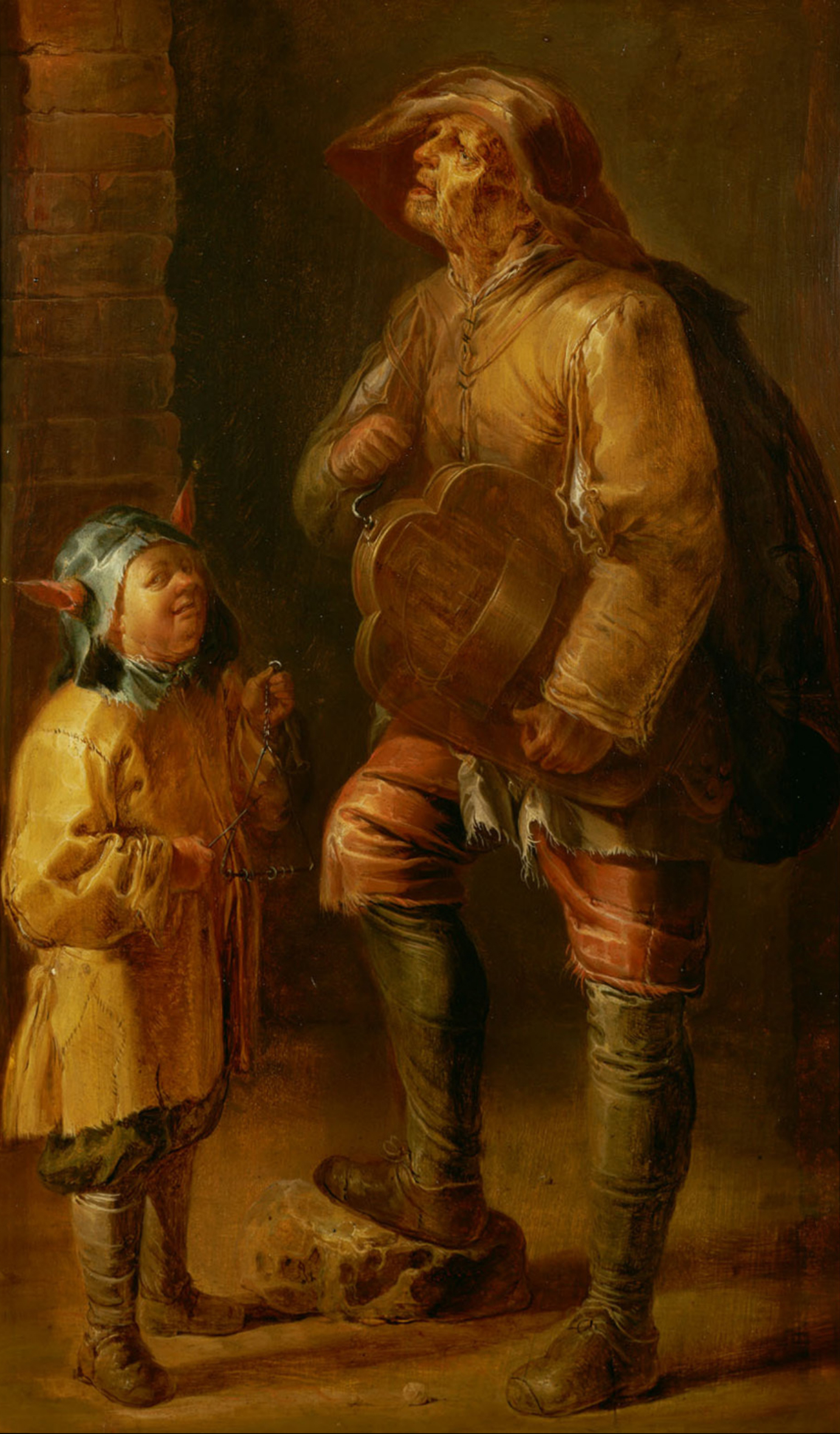
Músicos mendigos (Tocador de zampoña con joven bufón), óleo sobre tabla, 56 x 39 cm, Viena, Kunsthistorisches Museum.

Jan van de Venne, conocido como Pseudo van der Venne  (f. 1616-1651), fue un pintor barroco flamenco activo en Bruselas, especializado en la pintura de cuadros de pequeño tamaño de asuntos plebeyos tratados humorísticamente y de expresivas escenas religiosas, género al que pertenece la única obra fechada de su producción: el Milagro de san Teódulo de Sion de la catedral de Besançon (1629).
Pintor de mal conocida biografía, procedente al parecer de Malinas, en 1616 se registró como maestro en el gremio de San Lucas de Buselas donde trabajó ocasionalmente al servicio del cardenal-infante Fernando de Austria y del archiduque Leopoldo Guillermo, gobernadores de los Países Bajos. Murió en Bruselas en  o antes de 1651.
Aunque los asuntos de los que se va a ocupar —escenas de taberna, músicos ambulantes y grupos de gitanos— se relacionan estrechamente con los temas tratados por Adriaen Brouwer en las mimas fechas, el estilo de sus cuadros es muy personal y fácilmente distinguible por la luz intensa que baña la superficie pictórica y los arrugados rostros caricaturescos de sus personajes.